# Division 1 i amerikansk fotboll för herrar

Division 1 i amerikansk fotboll är den näst högsta divisionen i amerikansk fotboll för herrar. Serien består 2016 av tre serier. De två bästa lagen i varje serie går vidare till ett slutspel som spelas i form av två serier. Segrarna i varje serie möts i en final.

## Historik
Divisionen har ändrat format ett flertal gånger;
- 1986-1990 var divisionen den högsta i Sverige och uppdelad i två serier, norra och södra. [1]
- 1991-1999 var divisionen uppdelad i två serier men som andra division.  "Division 1 Norra" och "Division 1 Södra" med vardera 6-8 lag.
- 2000-2004 2000 lades division två ner och lagen flyttades upp till "ettan". Det medförde att formatet ändrades till fyra geografiska serier, uppdelade i en a-grupp och en b-grupp, med slutspel för ettan och tvåan i varje serie. 2002-2004 gick endast ett lag från varje serie till slutspel.
- 2005-2009 spelades divisionen som en nationell serie där de två/fyra första lagen gick vidare till division 1-slutspel, serien kom i folkmun att kallas "Superettan" och användes för att skapa fler jämna matcher då lagen med ambition att ta klivet upp till Superserien spelade här, för övriga lag startades division 2 igen. 2008-2009 gick ettan och tvåan i serien direkt till kvalspel mot de två sämst placerade lagen i Superserien.
- 2010-2013 2010 gick man tillbaka till formatet med fyra serier med ändringen att de två första lagen i varje serie gick vidare till ett slutspel som spelades som två grupper där segrarna i respektive grupp mötte de två sämst placerade lagen i Superserien. 2011 ändrades slutspelet igen, gruppspelet togs bort och man spelade istället ett slutspel med kvartsfinal och semifinal, där segrarna i semifinalerna kvalspelade mot de två sämst placerade lagen i Superserien. 2012 var det endast tre serier där segrarna gick till en slutspelsserie, likt 2010 års system, där segraren gick upp till Superserien. 2013 återinfördes slutspelet för att underlätta kvalificeringen till nya Superettan.
- 2014-2015  "Två nivåer i division ett". Superetta innehållande 3-4 lag samt tre lägre division 1 serier med vardera 4-8 lag.
- 2016-2018 Tre serier med vardera 6-7 lag med efterföljande slutspel med fyra omgångar.
- 2019  En återgång till "Två nivåer i division ett" med en nationell Superetta samt tre lägre geografiska serier. Segrarna i de lägre serierna samt bästa tvåan möter Superettan-lagen i ett gemensamt slutspel.
- 2020- Två serier "Division 1 Norra" och "Division 1 Södra" med vardera 4 lag. De åtta bästa lagen från föregående års säsong, för övriga lag startades division 2 igen.

## Segrare genom åren
| År   | Norra        | Södra                  | Kvalsegrare            |                  |
| 2020 | Arlanda Jets | Kristianstad Predators | Kristianstad Predators | Limhamn Griffins |

| År   | Superettan          | Norra        | Östra/Västra     | Södra                  | Slutspel               |
| ---- | ------------------- | ------------ | ---------------- | ---------------------- | ---------------------- |
| 2019 | Tyresö Royal Crowns | Arlanda Jets | Göteborg Marvels | Kristianstad Predators | Kristianstad Predators |

| År   | Östra               | Västra                 | Södra                  | Slutspel               |
| ---- | ------------------- | ---------------------- | ---------------------- | ---------------------- |
| 2018 | Tyresö Royal Crowns | Karlskoga Wolves       | Jönköping Spartans     | Tyresö Royal Crowns    |
| 2017 | STU Northside Bulls | Borås Rhinos           | Göteborg Marvels       | Göteborg Marvels       |
| År   | Norra               | Västra                 | Södra                  | Slutspel               |
| 2016 | Djurgårdens IF AF   | Göteborg Marvels       | Kristianstad Predators | Arlanda Jets           |
| År   | Superettan          | Norra                  | Västra                 | Södra                  |
| 2015 | Göteborg Marvels    | Umeå AFC               | Skövde Dukes           | Hässleholm Hurricanes  |
|      | Superettan          | Östra                  | Västra                 | Södra                  |
| 2014 | Västerås Roedeers   | Djurgårdens IF AF      | Borås Rhinos           | Ystad Rockets          |
|      | Norra               | Östra                  | Västra                 | Södra                  |
| 2013 | Gefle Red Devils    | Västerås Roedeers      | Göteborg Marvels       | Limhamn Griffins       |
|      | Norra               | Östra                  | Södra                  | Slutspel               |
| 2012 | Västerås Roedeers   | Nyköping Baltic Beasts | Kristianstad Predators | Kristianstad Predators |
|      | Norra               | Östra                  | Västra                 | Södra                  |
| 2011 | Uppsala 86ers       | Nyköping Baltic Beasts | Göteborg Marvels       | Kristianstad Predators |

| År   | Segrare, grupp 1      | Segrare, grupp 2     |
| ---- | --------------------- | -------------------- |
| 2010 | Örebro Black Knights  | Ystad Rockets        |
|      | Seriesegrare          | Serietvåa            |
| 2009 | Kristianstad C4 Lions | Uppsala 86ers        |
| 2008 | DIF AF                | Örebro Black Knights |
|      | Seriesegrare          | Slutspel             |
| 2007 | STU Northside Bulls   | Göteborg Marvels     |
| 2006 | Tyresö Royal Crowns   | Tyresö Royal Crowns  |
| 2005 | Limhamn Griffins      | Limhamn Griffins     |

| År   | Norra                | Östra                | Västra               | Södra                 |
| ---- | -------------------- | -------------------- | -------------------- | --------------------- |
| 2004 | Luleå Eskimos        | Täby Flyers          | Göteborg Giants      | Limhamn Griffins      |
| 2003 | Sundsvall Flames     | Örebro Black Knights | Carlstad Crusaders B | Kristianstad C4 Lions |
| 2002 | Jamtland Republicans | KTH Osquars          | Borås Rhinos         | Ystad Rockets         |
| 2001 | Luleå Eskimos        | Solna Chiefs         | Göteborg Giants      | Limhamn Griffins      |
| 2000 | Jamtland Republicans | Norrköping Panthers  | Göteborg Giants      | Limhamn Griffins      |

| År   | Norra                   | Södra                    |
| ---- | ----------------------- | ------------------------ |
| 1999 | Uppsala 86ers           | Karlskoga Wolves         |
| 1998 | Arlanda Jets            | Ystad Rockets            |
| 1997 | Tyresö Royal Crowns     | Carlstad Crusaders       |
| 1996 | Arlanda Jets            | Halmstad Eagles          |
| 1995 | Nyköping Baltic Beasts  | Halmstad Eagles          |
| 1994 | Bromma 12ers            | Lund Vikings             |
| 1993 | Gefle Red Devils        | Helsingborg Westcoasters |
| 1992 | Stockholm City Wildcats | Halmstad Eagles          |
| 1991 | Bromma 12ers            | Alelyckan Sundevils      |

| År   | Norra                  | Södra | Svenska Mästare           |
| ---- | ---------------------- | ----- | ------------------------- |
| 1990 | Danderyd Mean Machines |       | Danderyd Mean Machines    |
| 1989 |                        |       | Kristianstad C4 Lions(3)  |
| 1988 |                        |       | Kristianstad C4 Lions(2)  |
| 1987 |                        |       | Kristianstad C4 Lions     |
| 1986 |                        |       | Lidingö Pink Chargers (2) |

(#) Antal svenska mästerskap vunna vid tidpunkten.